# Staunen

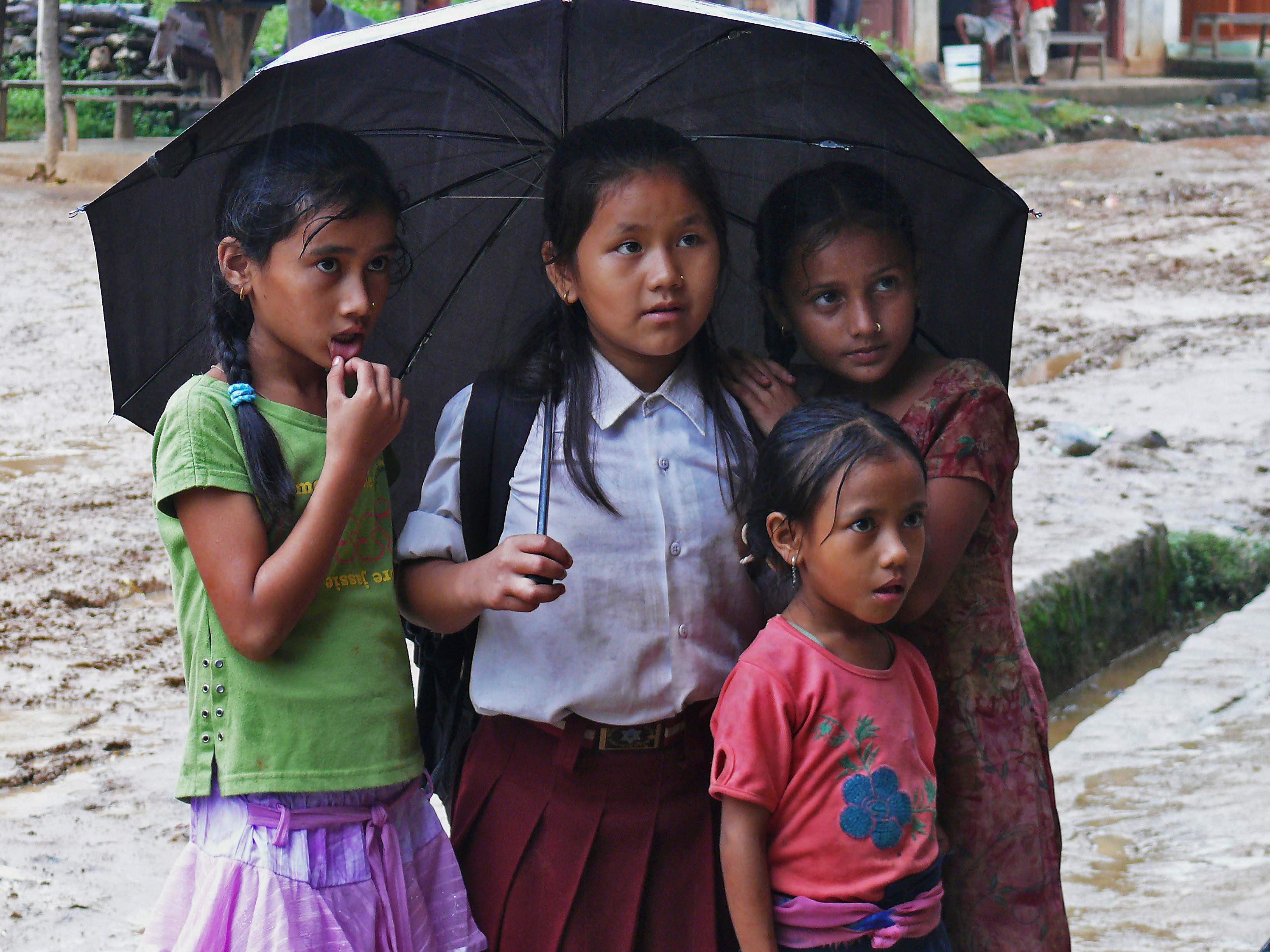
Staunende Mädchen in Nepal

Staunen ist eine Emotion beim Erleben von unerwarteten Wendungen oder von unbekanntem Schönem und Großem.

## Wesen
Staunen wird begleitet von einem neurobiologischen Zustand der Erregung, einem inneren Unruhezustand, der sich motivationsfördernd auswirkt, bisher Unbekanntes zu erforschen und zu lernen.
Das bereitgestellte Erregungspotential ermöglicht, das innere Gleichgewicht wiederherzustellen, das durch die Konfrontation mit dem „unpassenden“ Neuen verloren ging. Das entspricht dem Staunen als Auslöser für einen „Konflikt durch Überraschung“ nach Berlyne (1960). Staunen ist der Neugier verwandt.
Durch Staunen initiiertes Lernen ist von innen heraus/intrinsisch motiviert, weil der Mensch inneres Gleichgewicht anstrebt.
Erstaunen wird häufig durch eine Interjektion ausgedrückt zum Beispiel oh, booah oder alter Schwede!.

## Philosophie
Aristoteles sieht im Staunen (griechisch θαυμάζειν „thaumazein“) den Beginn des Philosophierens, das einen starken Akzent auf die Verwunderung legt. Die Philosophie würdigt Dinge kritischer Betrachtung, die zunächst als selbstverständlich erscheinen. Selbstverständlichkeiten werden bezeichnet als „bloße Meinung“ (dóxa). Bei genauem Hinterfragen von Selbstverständlichkeiten zeigen sich erstaunliche, bisher unberücksichtigte und neue Wahrheiten (alétheia).
Für Platon war das Staunen der Anfang aller Philosophie:

„Μάλα γὰρ φιλοσόφου τοῦτο τὸ πάθος, τὸ θαυμάζειν: οὐ γὰρ ἄλλη ἀρχὴ φιλοσοφίας ἢ αὕτη. –

Das Staunen ist die Einstellung eines Mannes, der die Weisheit wahrhaft liebt, ja es gibt keinen anderen Anfang der Philosophie als diesen.“

Die Dissonanz zwischen bloßer Meinung und neuer Wahrheit fördert das Streben nach Wissen. Indem das philosophische Staunen die bisher wenig bedachten Dinge hinterfragt, bringt es die Wissenschaft voran.
Staunen erzeugt eine innere Bewegung und Anspannung, die in einer aktiven eigenständigen Auseinandersetzung mit einer Sache mündet (Aristoteles, Schreier, Schiefele). Die Neugier wird angeregt. Dieses Unerwartete soll verstanden werden, zu etwas Bekanntem gemacht und verinnerlicht werden. Auf diese Weise wird Staunen zu einer Fragestellung und erzeugt die Motivation, etwas Neues zu lernen.

## Psychologie
Der italienische Gestaltpsychologe Giuseppe Galli (1933–2016) zählte das Staunen zu den sozialen Tugenden: Sie sind jeweils durch eine spezifische Struktur des Beziehungsfeldes gekennzeichnet. Das Ich tritt im Staunen zurück und das wahrgenommene Objekt kann in seiner Einzigartigkeit um seiner selbst willen zur Geltung kommen, ohne vereinnahmt zu werden.

## Ausprägung
Die Art des Staunens kann unterschiedlich gefärbt sein, je nachdem, ob das Unerwartete, Verwunderliche eher ein „gläubiges“ oder ein „ungläubiges“ Staunen hervorruft. Entsprechend wird es von unterschiedlichen Emotionen begleitet wie Bewunderung, Respekt, Verehrung oder Befremden, Irritation, Argwohn.